# 石兴邦
石兴邦（1923年—2022年10月21日），男，陕西耀县人，中国考古学家，陕西省考古研究所研究员、名誉所长，曾任陕西省社会科学院副院长，中国考古学会常务理事，第七届全国人大代表。于2022年10月21日下午去世，享寿百年。